# People's Songs
People's Songs (« Chansons du Peuple » en français) est une organisation fondée par Pete Seeger, Alan Lomax, Lee Hays et d'autres le 31 décembre 1945 à New York, pour « créer, promouvoir et distribuer des chansons du travail et du peuple américain ». L'organisation publie un bulletin trimestriel de 1946 à 1950, contenant des histoires, des chansons et des écrits de ses membres. Le People's Songs Bulletin sert de modèle pour les magazines de musique folk à venir comme Sing Out! et Broadside.
Selon le rédacteur Alex Bauer, « bien que sa durée de vie ait été courte, son impact sur la scène et la musique folk - ainsi que le changement social à venir aux États-Unis - est monumental ».

## Histoire
Le travail de Pete  Seeger avec The Almanac Singers et ses voyages à travers le pays en jouant du banjo pour le bénéfice de Congrès des organisations industrielles (CIO) et d'autres organisations progressistes dans les années 1940, renforcent sa conviction que la musique folk peut être une force de changement social efficace. Il conçoit la création d'une organisation pour mieux diffuser des chansons d'action politique auprès des travaillistes et autres organisations progressistes à travers le pays. Ces plans sont suspendus car Seeger est enrôlé dans l'armée pendant la Seconde Guerre mondiale. À sa libération en 1946, Seeger peut enfin réaliser ses plans et convoque un groupe de personnes intéressées pour une réunion dans le sous-sol de l'appartement de sa belle-famille à Greenwich Village. Le comité fondateur de People's Songs comprend plusieurs anciens membres des Almanac Singers et d'autres membres notables de la communauté folk de New York, notamment Woody Guthrie, Lee Hays, Horace Grenell, Anges "Sis" Cunningham, Burl Ives, Millard Lampell, Alan Lomax, Bess Lomax Hawes, Josh White et Tom Glazer. Assistent également à la première réunion, Jackie Gibson, Ronnie Gilbert, Irwin Silber et David Sear. Ils élisent Pete Seeger président et Lee Hays secrétaire exécutif et collectent de l'argent pour louer un petit bureau situé au 130 West de la 42e Rue à New York, qui abrite également la troupe de théâtre radical Stage for Action. Joseph R. Brodsky est l'avocat de la société.
L'organisation est vaguement modélisée comme une version américaine de la Great Britain's Workers Music Association, fondée 10 ans plus tôt. Elle publie un bulletin hebdomadaire avec des chansons, des articles et des annonces de Hootenannies et de fêtes folkloriques. Elle sert de centre d'échange pour les artistes progressistes. Il y a aussi des numéros spéciaux occasionnels avec des chansons adaptées à des rassemblements, des grèves et des affaires judiciaires spécifiques. Bientôt est créée People's Artists, une agence d'impresario pour aider les membres de l'organisation à obtenir des dates de concerts et des contrats d'enregistrement.
People's Songs se ramifie dans plusieurs succursales en plus des bureaux de New York. Une convention annuelle a lieu pour échanger des idées et de jouer des chansons. La première convention People's Songs se tient en 1947 à Chicago, et il existe une branche en Californie dirigée par Mario Casetta, un ami militaire de Seeger de Saipan, qui devient une figure clé de la scène folk et des musiques du monde de la côte ouest.
Au cours de sa première année, People's Songs rencontre le succès, mais c'est une période difficile pour les mouvements ouvriers aux États-Unis, qui comportent depuis toujours une importante présence communiste. Après la Seconde Guerre mondiale, le Parti communiste des États-Unis devient beaucoup plus dogmatique qu'auparavant et est indifférent à l'emploi de la musique. Et il y a peu d'appels à une nouvelle organisation ou à des chants dans les rues, car les syndicats établis tentent avant tout de consolider leurs acquis. De plus, la majorité conservatrice au Congrès, s'oppose totalement au mouvement ouvrier et est résolument engagée dans le maintien la ségrégation raciale dans le Sud. Désireux de renverser la législation sociale du New Deal du président Roosevelt, il adopte la loi Taft-Hartley.
Alors que la peur rouge prend de l'ampleur, le comité des activités anti-américaines de la Chambre des représentants tient des audiences sur une supposée activité subversive dans l'industrie du divertissement. Dès lors, People's Songs commence à faiblir financièrement. En 1948, elle met toutes ses ressources dans la campagne présidentielle du candidat du Parti progressiste Henry A. Wallace, et quand celle-ci échoue partout sauf à New York, People's Songs fait faillite, bien que son agence artistique, People's Artists, continue son activité pendant un certain temps. Après l'échec financier de People's Songs en 1948, Seeger et Silber publient un bulletin provisoire People's Songs, puis fondent le magazine au format similaire, Sing Out!,.

## Le bulletin
Le People's Songs Bulletin est un petit magazine polycopié publié trimestriellement de 1946 à 1950. Le premier numéro est publié en février 1946 avec un tirage de 3 000 exemplaires dans tout le pays. Son éditeur musical est Waldemar Hille. Le premier numéro présente une sélection de sept chansons de l'Union allant de chants traditionnelles comme la ballade de Casey Jones aux standards de Joe Hill, en passant par des airs des Brigades internationales pendant la Guerre d'Espagne et de nouvelles compositions de musiciens folk contemporains comme Lee Hays et Woody Guthrie. Le bulletin suit ce format tout au long de ses années de publication. Les chansons sont numérotées pour maintenir la séquence depuis le premier numéro (la première chanson du 2e numéro est numérotée 8). People's Songs sert de modèle pour les magazines de musique folk à venir comme Sing Out et Broadside.

### Contributeurs au bulletinPeople's Songs
People's Songs contient beaucoup de partitions écrites, de paroles et de tablatures. C'est un mélange éclectique de chansons folks traditionnelles et syndicales ainsi que de pièces nouvellement écrites par des musiciens folks contemporains. Certains contributeurs incluent les auteurs suivants :
- Moe Asch
- Anges "Sis" Cunningham
- Tom Glazer
- Woody Guthrie
- Lee Hays
- Waldemar Hille
- Zilphia Horton
- Burl Ives
- Millard Lampell
- Pete Seeger
- Irwin Silver
- Sonny Terry
- Josh White

L'intégralité du répertoire de People's Songs est microfilmé par Clearwater Publishing Inc. dans les années 1980, à partir de la copie personnelle de Pete Seeger, y compris ses commentaires personnels. Clearwater Publishing est acquis par Congressional Information Service en 1987, qui est une filiale de Reed-Elsevier, un conglomérat d'édition international. En 2010, Reed-Elsevier vend à ProQuest/CSA tous ses microfilms, dont ceux de People's Songs, le magazine Broadside et New City Songstore, un bulletin de musique folklorique britannique publié par Peggy Seeger.